# Atrocity
Az Atrocity (szörnyűség, atrocitás) egy német metal együttes. 1985-ben alakultak meg Ludwigsburgban, "Instigators" néven, ezen a néven grindcore-t játszottak. A metal több műfajában is játszanak: főleg gothic, indusztriális (ipari) és folk metalt játszanak, de karrierjük elején még a technikás death-metal műfajában zenéltek. Lemezeiket a Nuclear Blast, Roadrunner Records, Massacre Records, Motor Records, Napalm Records kiadók jelentetik meg. Különlegesség, hogy néha még pop számokat is feldolgoztak.

## Tagok
- Andreas Krull - ének, billentyűk, sampler (1985-)
- Thorsten Bauer - gitár (1994-), basszusgitár (2013-)
- Joris Nijenhuis - dobok (2012-)
- Pete Streit - gitár (2015-)

## Volt tagok
- Richard Scharf (1988–1994)
- Oliver Klasen (1988–1993)
- Michael Schwarz (1988–1999)
- Markus Knapp (1994–1995)
- Martin Schmidt (2000–2004)
- Christian Lukhaup (1995–2007)
- Moritz Neuner (2004–2007)
- Nick Barker (2008)
- Alla Fedynitch (2008)
- Mathias Röderer (2009-ig)
- Seven Antonopoulos (2010-ig)
- Roland Navratil (2011-ig)
- Sander van der Meer (2015-ig)
- Pete Streit (2015–2019)
- Thorsten Bauer (1995–2021)

## Diszkográfia
- Hallucinations (1990)
- Todessehnsucht (1992)
- Blut (1994)
- Willenskraft (1996)
- Gemini (2000)
- Atlantis (2004)
- Werk 80 (2008)
- After the Storm (2010)
- Okkult (2013)
- Okkult II (2018)
- Okkult III (2023)